# 大森黎
大森 黎（おおもり れい、女性、1932年10月1日 - ）は、日本の作家、ノンフィクション作家。

## 人物・来歴
宮城県大崎市古川出身。本名・小山玲子。妹に女優の大森暁美、弟に数学者の大森英樹がいる。1955年東北大学法学部卒業。NHKに入り、教育局テレビディレクター。62年結婚して退社。1972年「黎まやこ」名義「五月にー」で文學界新人賞受賞、1981年「大河の一滴」で読売「女性ヒューマンドキュメンタリー」大賞を受賞した。受賞作は夫の連れ子だった脳性まひの義理の息子を描いたもの。

## 著書
- 『大河の一滴』[ほか]共著. 読売新聞社, 1981.9
- 『嘘ついたら針千本』読売新聞社, 1983.3
- 『大河の一滴 続』読売新聞社, 1986.1
- 『悠々流れるかけがえのない一滴』 (ともしび双書姉妹編) ともしび運動をすすめる県民会議, 1986.3
- 『横浜元町物語』読売新聞社, 1990.9
- 『かけがえのないいのちを支える人々』中央法規出版, 1996.10

## 単行本未収録
- 「五月に」黎まやこ「文學界」1972年12月
- 「千把の柴」黎まやこ「文學界」1976年4月
- 「砂丘」黎まやこ「文學界」1976年9月